# Хеллер, Станислав
Станислав Хеллер (нем. Stanislav Heller; 15 сентября 1924, Брно — 2000, Йиглава) — немецкий клавесинист и музыкальный педагог чешского происхождения.

## Биография
Родился в семье юриста. Учился в Пражской консерватории у Вилема Курца (фортепиано) и Бедржиха Видермана (орган). После Второй Мировой войны семья Хеллера переезжает в Буэнос-Айрес, сам Станислав Хеллер с 1947 года в Лондоне, становится британским подданным. Преподаёт в Королевском музыкальном колледже. Брал уроки клавесина у Эме ван де Виле и Ралфа Киркпатрика.  
В 1950-е гг. начал активно концертировать; одна из наиболее важных страниц творческой биографии Хеллера этого периода — встреча с Богуславом Мартину, которого Хеллер убедил доработать и опубликовать Концерт для клавесина с оркестром, написанный в 1935 г.; начиная с 1956 года Хеллер постоянно исполнял этот концерт (часто с оркестром под управлением Рафаэля Кубелика). 
С 1968 года — профессор клавесина и старинной музыки во Фрайбургской Высшей школе музыки.